# میدلتاون، نیوجرسی
میدلتاون (به انگلیسی: Middletown Township) شهری در ایالت نیوجرسی کشور ایالات متحده آمریکا است که جمعیت آن در سرشماری سال ۲۰۱۰ میلادی، ۶۶٬۵۲۲ نفر بوده‌است.